# Будьоннівський район
Будьо́ннівський райо́н — адміністративний район міста Донецьк, утворений 20 жовтня 1980 року Указом Президії Верховної Ради УРСР «Про утворення Будьоннівського району в місті Донецьку». Розташований на південному-сході міста. Межує на сході з Пролетарським, на півночі з Калінінським, на заході з Ленінським районами Донецька та Старобешівським районом Донецької області на півдні. До складу району також входять смт Ларине і село Павлоградське. Населення — 90 600 осіб (2011 рік). Площа — 76,64 км².

## Історія

### Дореволюційний період
Перші згадки про поселення на території Будьоннівського району відносяться до 1840 року, коли на своїх землях, які входили до складу області Війська Донського, поміщик Іловайський розселив кріпаків і заснував селище Євдокіївка, яке збереглося і понині, але вже як історична місцевість міста.
Після реформи 1861 року Іловайський передав 320 десятин землі селянському товариству селища. Частину землі після смерті Іловайського придбав багатий козак Дровицький, який почав будувати на цій землі шахти. На одній із шахт працював смоленський селянин Прохоров, який після купівлі 200 десятин землі відкрив на них кілька шахт. У період між 1870 і 1900 роками на території району почала розвиватися промисловість, діяли вже 10 шахт, працювали майстерні, залізничні станції Гласна і Мушкетове. У 1872 році було засновано селище Ларине.
У 1900 році Прохоров та інші власники шахт продали свої шахти франко-бельгійському акціонерному товариству, яке з 1900 до 1914 ріку побудувало цілий ряд шахт: № 5 «Євдокіївка», № 9 «Капітальна» та інші.

### Радянська влада
15 грудня 1937 року постановою № 32 Президії Донецької обласної ради в Донецьку був організований Будьоннівський район, до складу якого входила територія як Будьоннівського, так і нинішнього Пролетарського районів.
5 травня 1958 Указом Президії Верховної Ради УРСР Будьоннівський район був перейменований на Пролетарський.
Найбільшого розвитку досяг район наприкінці 1970-х років. Чисельність населення становила 230 тисяч осіб, територія — понад 200 км². Від радянських органів, колективів, підприємств до Верховної Ради УРСР почали надходити пропозиції щодо розділу району.
20 жовтня 1980 року Указом Президії Верховної Ради УРСР був заснований Будьоннівський район з територій Пролетарського, Ленінського і Калінінського районів Донецька.

### Конфлікт офіційних назв (до 2021)
Тривалий час (з 1980 по 2021 роки) одночасно існувало дві офіційних назви району: «Будьоннівський» (з двома н), відповідно до постанови про утворення району, та «Будьонівський» (з однією н) — відповідно до класифікатора об'єктів адміністративно-територіального устрою України. При цьому у розділі Адміністративно-територіальний устрій Донецької області на офіційному сайті Верховної Ради України назва району подається як «Будьоннівський».
Класифікатор об'єктів адміністративно-територіального устрою України втратив актуальність у зв'язку з реформою адміністративно-територіального устрою та прийняттям постанови Верховної Ради України від 17.07.2020 № 807-IX «Про утворення та ліквідацію районів».
На заміну КОАТУУ Міністерством розвитку громад та територій розроблено та затверджено КАТОТТГ, згідно з яким назва району подається як «Будьоннівський».

## Населення
За даними перепису 2001 року населення району становило 93 813 осіб.

### Мовний склад
Рідна мова населення за даними перепису 2001 року:
| Мова       | Чисельність, осіб | Доля     |
| ---------- | ----------------- | -------- |
| Українська | 8 409             | 8,96 %   |
| Російська  | 84 679            | 90,26 %  |
| Інше       | 725               | 0,78 %   |
| Разом      | 93 813            | 100,00 % |

## Визначні місця району
- Палац культури імені О. С. Пушкіна,
- Палац культури шахти «Заперевальна»,
- Кінотеатри: «Берізка», «Гірник»,
- Донецький регіональний протипухлинний центр,
- Стрітенський храм (вул. Таганська),
- Храм Святої Блаженної Ксенії Петербурзької (вул. 230-ї Стрілецької дивізії).
- Ландшафтний заказник місцевого значення «Ларинський»

## Житлові райони
- Багатоповерхова забудова:
  - Будьонівка
  - Заперевальне
  - Квітковий
  - Донський
  - Червоне містечко
  - Червоножовтневий
- Селища:
  - Мушкетове
  - Вертикальний
  - Перемога
  - Євдокіївка
  - Калініна
  - Олексіївка
  - Ампілогове
  - Ларінка

## Промислові підприємства
- Шахти «Заперевальна» (ДХК «Донвугілля»), «Мушкетівська»(ДХК «Донецьквугілля»), № 17, № 13-18,
- Донецький завод високовольтних опор,
- Домобудівний комбінат,
- Донецький хімічний завод,
- Донецький експериментальний ремонтно-механічний завод,
- Донецька тютюнова фабрика,
- «Донвторцветмет»,
- ВАТ «Ізоляція»,
- ВАТ «Донецький електротехнічний завод»,
- Завод коксохімічного устаткування.

## Освіта
В районі функціонує 15 загальноосвітніх шкіл, спецшкола-інтернат № 4 для слабочуючих дітей, 16 дитячих дошкільних установ, Будинок дитячої та юнацької творчості, ПТУ № 122, державна академія житлово-комунального господарства Донецького інституту міського господарства, факультет безпеки дорожнього руху Донецького юридичного інституту.

## Транспорт

### Основні автомагістралі
- Вул. Жовтня
- Вул. Червоножовтнева
- Вул. Будьоного
- Вул. Горностаївська
- Вул. Нижньокурганська
- Вул. 230-ї Стрілецької дивізії
- Вул. Багратіона
- Вул. Данилевського
- Вул. Травнева
- Вул. Світлого Шляху
- Вул. Кріпильників
- Вул. Баумана
- Вул. Лівобережна

### Міський
- Донміськелектротранспорт:
  - тролейбус — маршрути 11, 3 (рідко), — з центру міста до нових мікрорайонах «Донський», «Квітковий», «Заперевальна»,
  - трамвай — маршрути 10 часто, 11 (рідко), 14 (рідко), 15 — з центру Будьоннівки до Пролетарського району,
- Автобуси, маршрутні таксі — автобус 28 (часто), 18, 20, 20в, 20у, 20а, 53б (із Пролетарського р-ну)
- Автостанція «Будьоннівська» (у Моспине, Ларине, віддалені селища Пролетарського району)
- Метрополітен — будуються станції:
  - «Лівобережна»,
  - «Мушкетівська»,
  - «Червоне містечко»

### Залізничні станції і зупинки
- станції:
- Мушкетове,
- Ларине;
- Гласна (закрита).
- зупинні пункти:
- 36 км
- Заперевальний;
- Широкий.